# Butler, Kentucky
Butler är en ort i Pendleton County, Kentucky, USA. År 2000 hade orten 613 invånare. Den har enligt United States Census Bureau en area på 0,6 km², allt är land.